# Ignazio Hencke
Ignazio Hencke (Rijeka, 17. srpnja 1740. – 1. rujna 1798.), riječki graditelj.
U početku je radio kao stolar, a tek poslije se školovao za graditelja. Najpoznatija građevina mu je Pravoslavna crkva sv. Nikole u Rijeci iz 1789. godine, u stilu kasnog baroka. Stambene kuće što ih je gradio u Rijeci nisu ostale sačuvane. Njegov život i rad nisu do kraja istraženi.